# برومترك
برومترك (بالإنجليزية:Prometric) المعروفة أيضًا باسم اختبار برومترك، هي شركة لصناعة إدارة الاختبارات أنشئت في الولايات المتحدة. يقع مقر الشركة الرئيسي في كانتون (بالتيمور، ماريلاند) في الولايات المتحدة. تدير شركة برومتك شبكة مراكز اختبار تتألف من آلاف المواقع في 160 دولة. يتم إجراء العديد من الاختبارات في مواقع برومترك، بما في ذلك مثل:
- الهيئة السعودية للتخصصات الصحية[1]
- معهد البترول الأمريكي
- اختبار تقييم مهندس معماري
- امتحان المحاسب العام المعتمد (CPA)
- اختبار تقييم الخريجين (GRE)
- نظام الرهن العقاري والتراخيص الوطني (NMLS)
- امتحان الرخصة الطبية الأمريكية
- اختبار القبول المشترك في الهند وبعض الاختبارات الأهلية والقبول الوطنية. [2] وغيرها

## التاريخ
تأسست مراكز الاختبار المحوسبة التابعة لشركة برومترك من قبل شركة دريك إنترناشونال في عام 1990 تحت اسم دريك برومترك. في عام 1995، تم بيع دريك برومترك. إلى شركة سيلفان للتعليم في صفقة نقدية وأسهم بقيمة 44.5 مليون دولار تقريبًا.  تم تغيير اسم الشركة المكتسبة إلى سيلفان برومتك، ثم بيعت إلى شركة تومسون في عام 2000.  ثم أعلنت شركة تومسون رغبتها في بيع برومترك في خريف عام 2006، وأعلنت خدمة الاختبارات التعليمية (ETS) عن خطط للاستحواذ عليها.  في يوم الاثنين الموافق 15 أكتوبر 2007، أنهت خدمة الاختبارات التعليمية (ETS) استحواذها على شركة بروميتريك من شركة تومسون. في عام 2018، تم شراء بروميتريك من قبل بارينج للأسهم الخاصة في آسيا. في سبتمبر 2019، انضم روي سيمريل إلى شركة بروميتريك كرئيس ومدير تنفيذي.